# Арцыбашев, Михаил Петрович
Михаи́л Петро́вич Арцыба́шев (24 октября (5 ноября) 1878, хутор Доброславовка Ахтырского уезда Харьковской губернии — 3 марта 1927, Варшава) — русский писатель, драматург, публицист, по линии польской матери правнук Тадеуша Костюшко.

## Биография
Происходит из поместного дворянства, отец был уездным начальником полиции. Учился в Ахтырской гимназии, в харьковской Школе рисования и живописи (1897—1898). С 1894 года сотрудничал в провинциальных газетах (харьковская газета «Южный край»), публикуя заметки, репортажи, рассказы. В 1898 году переехал в Санкт-Петербург. Публиковал обзоры выставок, карикатуры, юмористические рассказы в «Петербургской газете», «Петербургском листке», журнале «Шут». В 1899 году в Харькове у Михаила Арцыбашева родился сын Борис, впоследствии ставший известным иллюстратором.

## Творчество
Первой значительной публикацией был рассказ «Встреча» в «Журнале для всех» (1901). Лучшим своим произведением считал повесть «Смерть Ланде» («Журнал для всех», 1904; после её успеха Арцыбашев отказался от карьеры художника). Первая книга — сборник «Рассказы» (т. 1—2, Петербург, 1905—1906). Автор романа «У последней черты» (1910—1912), повести «Миллионы» (1908), «Рабочий Шевырёв» (1909), драм «Ревность» (1913) и «Закон дикаря» (1915). Сборник размышлений «Вечный мираж», написанный в 1919, издан в 1922 в Берлине.
Центральными в творчестве Арцыбашева, по оценке критика Т. Прокопова, была тема протеста против «вериг моральных, политических и иных установлений, сковывающих свободу человека», а также тема самоубийства и исследования социально-психологических причин, толкающих человека на роковой шаг.

### Роман «Санин»
Особый успех, скандальную известность и полемику вызвал роман «Санин» (1907), напечатанный в журнале «Современный мир», который много переводился, вызывая повсюду дискуссии и судебные процессы по обвинению в порнографии. Произведение содержит откровенные сцены и показывает смелые философские взгляды автора, которые порой шокировали читателей и литературных критиков. Основной идеей романа является необходимость человека удовлетворять свои потребности. Так, главный герой Владимир Санин повторяет: «Желание — это всё: когда в человеке умирают желания — умирает и его жизнь, а когда он убивает желания — убивает себя!». Мнение о романе высказал П. Коган: «Санин ценит человеческую личность постольку, поскольку она способна служить увеличению радости и наслаждения. Человек не представляет никакой ценности с тех точек зрения, с которых ценила его религия, нравственность, философия, социология. Люди, не умеющие наслаждаться и доставлять наслаждения другим, ничего не стоят». Неоднозначность авторских суждений разделили общество того времени на «за» и «против». Сторонники арцыбашевской концепции называли Санина «героем своего времени», находя в нём черты «живой мысли» и правдивости изображения жизни.
Молодёжь увлечённо читала произведение, организовывала общества «санинцев». Роман был переведён на многие языки и опубликован в Германии, Италии, Бельгии, Франции, Дании, Болгарии, Венгрии и Японии.

### Роман «У последней черты(1910)»
Роман о наступивших после первой русской революции годах упадка духа и отчаянных самоубийств.

### Роман «Женщина,стоящая посреди»
Роман о девушке Нине которая хотела быть любимой физически и душевно, но мужчин,её окружающих интересовало только её тело. Со временем она развратилась.Некоторые исследователи считают,что роман был написан для полемики в противовес образам "тургеневских девушек".

### Драматург и киносценарист
Пьеса «Ревность», вышедшая в 1913 году имела огромный успех у зрителей России, а позже — на сценах Европы. Ею заинтересовалось также кино. В 1914 году состоялась премьера фильма «Ревность», снятого режиссёром А. Ханжонковым.
В 1914 году Арцыбашев написав пьесу «Война», а в 1916, полемизируя с Горьким — «Враги»,
Драму «Закон дикаря» Арцыбашев написал в ответ на пьесу Андреева «Анфиса». Писатель сам написал сценарий, и появилась кинемодрама «Муж». Фильм, запрещённый цензурой, собирал полные залы зрителей. Киножурнал начинался стихами:
Из глубины седых времён
В двадцатый век принёс мужчина
Свой унизительный закон
Раба, скота и властелина.
До Октябрьской революции 1917 года в России по киносценариям Арцыбашева вышли фильмы: «Позор разврата», «Дневник соблазнённой» («Трагедия соблазнённой»), «Мститель». Был экранизирован и роман «У последней черты». Экранизированные произведения автора не сохранились.
Своё последнее произведение — четырёхактную драму «Дьявол» (1925) — Арцыбашев назвал «трагическим фарсом», героями которого стали социалисты, рабочие, представители интеллигенции и т. д. Общая идея пьесы — осуждение революции с её методами и последствиями.
- «Главное у Арцыбашева — свободная любовь, насилие, эгоизм, описания убийств, казней, самоубийств, предсмертных судорог; изображение рассчитано на то, чтобы шокировать читателя»[3].
- «Все прозаические произведения Арцыбашева — короткие и длинные — тенденциозны, и тенденция одна и та же: показать бессмысленность человеческой жизни, нереальность искусственной цивилизации и реальность только двух вещей — пола и смерти»[4].

## Эмиграция
Под предлогом лечения за границей, в 1923 году Арцыбашев выехал в Польшу. Там получил польское гражданство, поскольку мать была полькой по происхождению. Свою дальнейшую жизнь в СССР считал невозможной, свой переезд за границу объяснял тем, что своеволие большевиков терпеть стало невозможно. «Что такое эмигранты?… Это люди, которые не могли примириться с большевицкой тиранией и тяжкую свободу изгнания предпочли существованию под бичами кремлёвских палачей. Честь им и хвала!..», — пишет автор в статье «Эмигрантская вобла».
В Польше Арцыбашев стал одним из руководителей и постоянным автором газеты «За Свободу!», в которой, в частности, печатал обозрения преимущественно общественно-политического содержания под общим заглавием «Записки писателя». Здесь, в период с 1923 по 1927 год Арцыбашев опубликовал около сотни статей, снискав славу первого зарубежного российского публициста. Основной темой этих материалов является разоблачение большевизма. Также автор пишет о революции, касается тем эмиграции, социальной жизни общества, критики СМИ в СССР, литературной жизни России и т. д. (статьи: «Показания по делу Конради», «Или-или», «Суд», «Пощёчина», «Завоевания революции», «Смерть Ленина», «Наш третий клад», «Последний царь», «Жгучий вопрос», «Соблазн», «Слово о русской литературе», «Ответ на письма г-жи Н.» и др.).
В Варшаве изданы сборник «Под солнцем» (1924), пьеса в стихах «Дьявол: Трагический фарс» (Варшава, 1925). Статьи из газеты «За Свободу!» собраны в книгу «Записки писателя» (Варшава, 1925).

## Смерть
3 марта 1927 года Михаил Арцыбашев умер в Варшаве от мучившей его всю жизнь чахотки, усугубившейся тяжёлой клинической депрессией, менингитом и прогрессирующей глухотой. Он похоронен на Православном кладбище в Варшаве (11-4-17).
Посмертно вышла книга «Черёмуха» (Варшава, 1927). Для русской эмиграции в Польше был образцом непримиримости к большевистскому режиму; годовщины его смерти отмечались собраниями и траурными митингами. В СССР произведения Арцыбашева до конца 1980-х гг. не переиздавались и творчество его в школах и вузах не изучалось.

## Отзывы современников о публицистической деятельности Арцыбашева
П. Коган: «Он враг бессилия и певец силы. Он клеймит презрением неуверенность и отчаяние, наносит беспощадные удары пошлости и инертности. Он — серьёзный и объективный, а потому тем более опасный обличитель обанкротившегося общества»;
А. Куприн (о «Записках писателя»): «Эти записки насквозь пронизаны знакомыми чертами: ума, характера и большого таланта Арцыбашева; беспощадной правдивостью, безоглядной смелостью, цепкой логикой… <…> И вот теперь всё, что ни пишет Арцыбашев, полно мужественной скорбью о России, неутомимой ненавистью к её случайным — да! Случайным! — поработителям…»;
П. Пильский: «В нём вообще жил дух противоречия и борьбы. Он любил не соглашаться. Ему нравилось быть одному, в стороне, при своём собственном особом мнении»;
З. Гиппиус: «Да, Арцыбашев „единственный“ из писателей; если и есть у других такая же беспримесная, чистая ненависть к убийцам России, такая же готовность на всякую борьбу, на всякую жертву ради воскресения родины, — эти чувства — увы — слишком часто соединяются с тоской о России прошлой, невозвратимой и ненужной».
Александр Блок: «Арцыбашев разделяет судьбу многих современных писателей, достойных всякого внимания: у него нет искусства и нет своего языка. Но здесь есть настоящий талант, приложенный к какой-то большой чёрной работе, и эта работа реальна: заметно, как отделяются какие-то большие глыбы земли и пробивается в расщелины солнце».

## Произведения

### Романы,примерный объём
- 1907 — Санин (300 страниц)
- 1910 — У последней черты (500 страниц)
- 1915 — Женщина, стоящая посреди (140 страниц)

### Повести и рассказы
- 1895 — Будничные драмы
- 1895 — Из воспоминаний участника минувшей войны
- 1895 — Из рассказов офицеров
- 1895 — Неизвестный идеал (Из жизни знаменитого художника О. Кипренского)
- 1895 — Эпизоды войны: Ласточка. Майор Горталов
- 1896 — Под лунным светом
- 1898 — Бал
- 1898 — Две смерти
- 1901 — Бунт,Встреча
- 1901 — Подпрапорщик Гололобов
- 1902 — Куприян
- 1903 — Паша Туманов (В паутине)
- 1903 — Смех (сумасшедший)
- 1904 — Смерть Ланде
- 1904 — Из подвала
- 1905 — Жена
- 1905 — Кровь
- 1905 — Тени утра
- 1905 — Из дневника одного покойника
- 1905 — Рассказ об одной пощёчине
- 1905 — Роман маленькой женщины (Из жизни маленькой женщины)
- 1905 — Ужас
- 1906 — В деревне
- 1906 — Кровавое пятно
- 1906 — Революционер
- 1907 — Мужик и барин
- 1907 — Один день
- 1907 — Пропасть
- 1907 — Человеческая волна (Человеческая жизнь)
- 1908 — Миллионы (110 страниц)
- 1909 — Рабочий Шевырёв (100 страниц)
- 1912 --  Бог,Счастье,Преступление доктора Лурье,Злодеи,Деревянный чурбан,Сильнее смерти,Мститель,О ревности,Старая история,Палата неизлечимых.
- 1923 — Дикие
- 1924 --  Под солнцем,Братья Аримафейские.

### Записки Писателя (1912)
- О смерти Чехова
- Смерть Башкина
- О Толстом
- От "малого" ничтожным
- Железное кольцо Пушкина
- Учителя жизни
- Проповедь и жизнь.

## Экранизации
- «Рабочий Шевырёв» (РСФСР, 1919), режиссёр Чеслав Сабинский
- «Лида Санин[нем.]» (Германия, 1923)
- «Санин[нем.]» (Австрия-Польша, 1924)
- «Дело прокурора М.[англ.]» (Германия, 1928)
- «Жизнь и смерть» (生离死别 / Китай, 1941, фильм основан на романе «Санин», хотя действие перенесено в Китай 1940-х годов)